# Bergeria avellana
Bergeria avellana là một loài bướm đêm thuộc phân họ Arctiinae, họ Erebidae.